# Feshānjerd
Feshānjerd (persiska: Gūrī Feshānjerd, فشانجرد) är en ort i Iran.   Den ligger i provinsen Khorasan, i den nordöstra delen av landet, 500 km öster om huvudstaden Teheran. Feshānjerd ligger 1 037 meter över havet och antalet invånare är 888.
Terrängen runt Feshānjerd är platt söderut, men norrut är den kuperad.Runt Feshānjerd är det ganska glesbefolkat, med 29 invånare per kvadratkilometer. Feshānjerd är det största samhället i trakten. Omgivningarna runt Feshānjerd är i huvudsak ett öppet busklandskap.